# Katharina von Hagenow
Katharina von Hagenow, auch Käthe von Hagenow (* 28. Juli 1882 in Langenfelde, heute Ortsteil von Glewitz; † 17. September 1952 in Rostock) war eine deutsche Germanistin und Volkskundlerin. Sie war die letzte Priorin des Adligen Fräuleinstifts in Barth.

## Leben
Katharina von Hagenow entstammte dem pommerschen Adelsgeschlecht von Hagenow. Sie war die Tochter des Landrats Gustav von Hagenow, Besitzer der Güter Glewitz und Langenfelde, und dessen Frau Elisabeth Hedwig, geb. Heintze. Der General Maximilian von Hagenow war ihr Onkel, Viktor von Hagenow ihr Cousin.
Sie besuchte das Oberlyzeum in Stralsund bis zum Abitur.  Nach dem Abschluss des Lehrerinnenseminars in Rostock war sie als Lehrerin an privaten Töchterschulen in Bernau und Karlshorst tätig. Im Ersten Weltkrieg pflegte sie als Johanniter-Schwester Verwundete. 1919 trat sie als Konventualin in das Barther Damenstift ein. Von 1921 bis 1926 studierte sie Germanistik und Geschichte an der Universität Rostock. 1926 immatrikuliert sie sich erneut. 1931 bestand sie das Staatsexamen für das Lehramt an Höheren Schulen. Sie ging jedoch nicht in den Schuldienst, sondern war schon ab 1929 Assistentin von Hermann Teuchert bei der Arbeit am Mecklenburgischen Wörterbuch.
1935 wurde sie Priorin des Adligen Fräuleinstifts. Gleichzeitig wurde ihr von den nationalsozialistischen Behörden wegen ihrer distanzierten Haltung zunächst die Weiterbeschäftigung an der Wörtebuchstelle untersagt. Erst sieben Jahre später wurde sie 1942 wieder eingestellt und war bis zu ihrem Tod 1952 erneut als stellvertretende Leiterin des Wörterbuch-Projekts tätig. Für Richard Wossidlo war sie „eine absolute Vertrauensperson“.

## Erinnerung
Das Gymnasium Barth trug ab 1999 den Namen Katharina-von-Hagenow-Gymnasium, bis es 2014 mit der Regionalen Schule zum Schulzentrum Barth zusammengelegt wurde.

## Werke
- Das Barther Kloster.  Barth: Klock 1936
- Mecklenburgisches Wörterbuch: bis Lieferung 29 unter Mitarbeit von Katharina von Hagenow